# Casimir Belcot
Casimir Belcot, menționat uneori Cazimir Belcot, (n. 14 aprilie 1885, Ploiești – d. 19 mai 1917, București) a fost un actor român, elev al lui Constantin Nottara. Societar al Teatrului Național București.

## Biografie
Fiul al lui Mihail Belcot, un polonez originar din Saar, armurier șef al Regimentului 7 Prahova, și al Iosefinei Belcot, născută Țoeler, Casimir va învăța la Școala de băieți nr. 1 din Ploiești (1891-1895) și la liceul „Sf. Petru și Pavel“ din orașul natal (1895-1902), înscriindu-se apoi la Facultatea de Drept din București (septembrie 1902).
În timpul facultății, ca să poată trăi, a fost nevoit să-și ia în paralel și o slujbă la Poșta Centrală. În 1903 compozitorul ploieștean Ioan Cristu Danielescu va compune muzica pentru opereta într-un act „Ursul“, pe un libret de Casimir Belcot. Acesta avea să fie de altfel și debutul viitorului mare actor în lumea artelor.
În același an, 1903, încurajat de succesul obținut cu opereta al cărei libret îl compusese, va abandona studiile Facultății de Drept și se va înscrie la Conservatorul de muzică și artă dramatică din București, la clasa profesorului C.I. Nottara unde va fi coleg cu viitoare nume mari al teatrului românesc: G. Ciprian, Mișu Fotino, Ion Manolescu, Florica Cocea, Maria Filotti, etc.
În aceeași perioadă, pentru a-și desăvîrși arta teatrală, va lua și lecții de actorie de la Petre Liciu.
Va debuta în vara anului 1904, alături de Aristide Demetriade, Ion Brezeanu, Ion Niculescu, Alexandrina Alexandrescu-Duduia, Maria Ciucurescu și alții, jucînd în „Ansamblul Teatrului Național“ în Grădina „Rașca“.
În același an va prezenta, alături de Ion Manolescu și Constantin Tănase, în sala „Riegler“ din Sinaia, două piese de Caragiale, chiar în prezența autorului.
La 21 august 1905 va termina de tradus monologul „Colivia“ și o piesă de teatru, scriind, de asemenea, cupletul „Viața de student“.
Toamna anului 1905 va interpreta rolul lui Chimiță Giugiuc din comedia bufă cu cîntece „Doctorul damelor“, localizare de G. Ranetti, prezentată de Trupa de Comedii și Operete „Nicu Poenaru“. În același an, împreună cu C.I. Nottara, I. Manolescu și C. Tănase, va juca în piesa „Marchizul de Priola“ de H. Lavedan.
Primăvara anului 1906 (lunile martie – aprilie) îl vor prinde în turneu prin țară, alături de Petre Liciu, două luni mai târziu, în iunie 1906, absolvind Conservatorul cu media 8.31 – fiind clasat primul dintre băieți. Examenul de absolvire a Conservatorului îl va da cu piesa „Fântâna Blanduziei“, de V. Alecsandri, piesă în care Belcot va interpreta rolul lui Zoil.
A decedat în 1917 și a fost înmormântat în Cimitirul Bellu.

## Studii
- Școala primară de băieți nr. 1 Ploiești (1891 – 1895)
- Liceul „Sf. Petru și Pavel“ Ploiești (1895 – 1902)
- Facultatea de Drept București (septembrie 1902)
- Conservatorul de Artă Dramatică la clasa de dramă și comedie a maestrului Constantin Nottara (1903 - iunie 1906).

## Roluri în teatru
- „Doctorul damelor", localizare de G. Ranetti, rol Chimiță Giugiuc (1905)
- „Denisa“, de Al. Dumas fiul (1905)
- „Marchizul de Priola“, de Henry Lavedan  (1905)
- „Fântâna Blanduziei“, de V. Alecsandri, rol Zoil (1906)
- „Nelly Rozier“, de Bilhaud – M. Hennequin (1906)
- „Hagi Tănase“, localizare de G. Ranetti, rol Popescu (1906)
- „Florette și Patapon“, de Maurice Hannequin, rol Popescu (1906)
- „Banii“, de Octave Mirabeau, rol Phinck (1907)
- „Lipitorile satului“, de V. Alecsandri, rol Iani (1907)
- „Cinematograful“, de O. Blumenthal – G. Kadelburg, rol Manole Velișteanu (1907)
- „Grigoraș și Mustochide“, de M. Hannequin – Al. Duval, rol Martinoiu (1907)
- „O scrisoare pierdută“, de I. L. Caragiale, rol Pristanda (1907)
- „Zozo“, localizare de G. Ranetti (1907)
- „Răzvan și Vidra“, de B.P. Hasdeu, rol Bașotă (1907)
- „Fântâna Blanduziei“, de V. Alecsandri, rol Postum (1907)
- „Căsătoria silită“, de Moliere, rol Sganarel (1907)
- „Surioara“, de Tristan Barnard (1908)

## Scrieri
- „Ursul“, libret de operă într-un act. Muzica: I. Cr. Danielescu (1903)
- „Viața de student“, cuplet (1905)
- „Ce prostie“, monolog (1914)
- „Neurastenic“, monolog (1914)
- „Un om discret“, monolog (1914)
- „Mehmet – Marafet“, localizare de G. Ranetti și Casimir Belcot
- „Dacă nu-i și nu-i și nu-i“, cuplet pe muzică proprie
- „Dă-i 'nainte, dă-i 'nainte“, cuplet
- „Fusta, fusta, fusta-i cu belea“, cuplet